# Liste der Biografien/Pav
Liste der Biografien |
Portal Biografien |
Personensuche
# |
A |
B |
C |
D |
E |
F |
G |
H |
I |
J |
K |
L |
M |
N |
O |
P |
Q |
R |
S |
T |
U |
V |
W |
X |
Y |
Z |
?
 
Pa |
Pc |
Pe |
Pf |
Ph |
Pi |
Pj |
Pk |
Pl |
Pm |
Pn |
Po |
Pr |
Ps |
Pt |
Pu |
Pv |
Pw |
Py
 
Paa |
Pab |
Pac |
Pad |
Pae |
Paf |
Pag |
Pah |
Pai |
Paj |
Pak |
Pal |
Pam |
Pan |
Pao |
Pap |
Paq |
Par |
Pas |
Pat |
Pau |
Pav |
Paw |
Pax |
Pay |
Paz
Die Liste der Biografien führt alle Personen auf, die in der deutschsprachigen Wikipedia einen Artikel haben. Dieses ist eine Teilliste mit 301 Einträgen von Personen, deren Namen mit den Buchstaben „Pav“ beginnt.

## Pav
- Pav, Wolfgang (* 1943), österreichischer Journalist und Historiker

### Pava
- Pavade, Prithika (* 2004), französische Tischtennisspielerin
- Pavageau, Alcide (1888–1969), US-amerikanischer Jazz-Bassist
- Pavăl, Costin (* 1990), rumänischer Tennisspieler
- Pavalache, Ion (1927–2007), rumänischer Dirigent, Chorleiter und Musikpädagoge
- Pavalkis, Dainius (* 1960), litauischer Arzt
- Pavan, Carla (* 1975), kanadische Skeletonpilotin
- Pavan, Crodowaldo (1919–2009), brasilianischer Biologe und Genetiker
- Pavan, Dante (* 1971), brasilianischer Herpetologe und Biologe
- Pavan, Marcos (* 1962), brasilianischer Geistlicher, Leiter des Chors der Sixtinischen Kapelle
- Pavan, Marisa (1932–2023), italienische Schauspielerin
- Pavan, Pietro (1903–1994), italienischer Geistlicher, Theologe und Kardinal der römisch-katholischen Kirche
- Pavan, Rebecca (* 1990), kanadische Volleyballspielerin
- Pavan, Sarah (* 1986), kanadische Volleyball- und Beachvolleyballspielerin
- Pavan, Silvia E., brasilianische Mammalogin
- Pavan, Simone (* 1974), italienischer Fußballspieler
- Pavanar, Devaneya (1902–1981), tamilischer Schriftsteller und Nationalist
- Pavanelli, Livio (1881–1958), italienischer Schauspieler, Filmproduzent und -regisseur
- Pavanelli, Rosa (* 1955), italienische Gewerkschafterin
- Pavanello, Camillo (1879–1951), italienischer Turner
- Pavanello, Pierantonio (* 1955), italienischer Geistlicher und römisch-katholischer Bischof von Adria-Rovigo
- Pavanello, Vitório (* 1936), brasilianischer Ordensgeistlicher und emeritierter römisch-katholischer Erzbischof von Campo Grande
- Pavanetto, Anacleto (1931–2021), italienischer Ordensgeistlicher und Latinist
- Pavani, Decio (1891–1959), italienischer Turner
- Pavant, Kito de (* 1961), französischer Segelsportler und Navigator
- Pavard, Benjamin (* 1996), französischer FußballspielerBenjamin Pavard (* 1996)

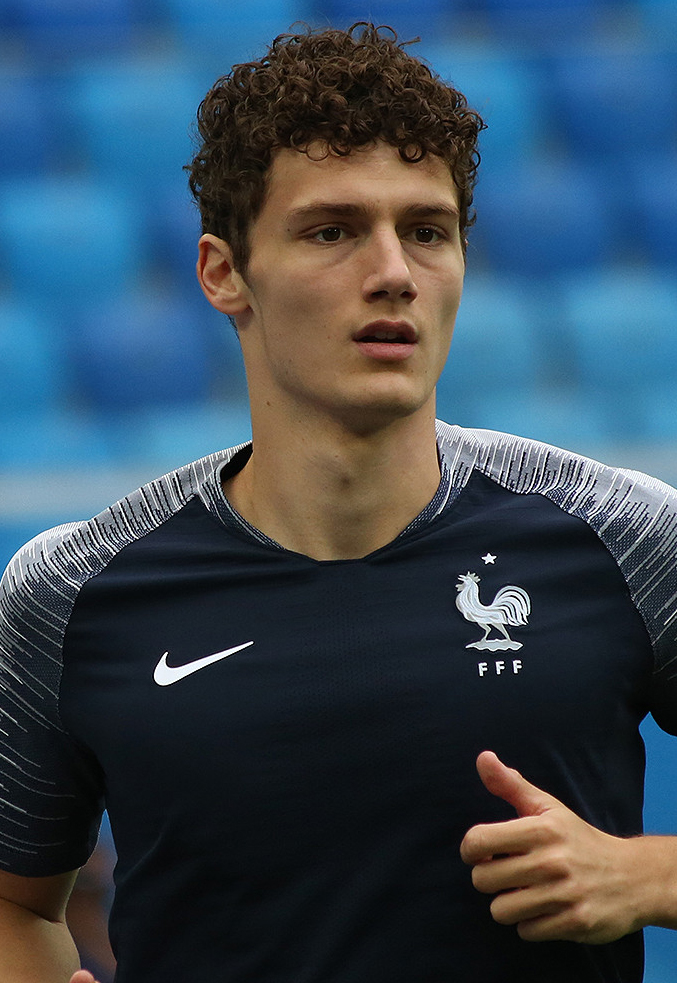
Benjamin Pavard (* 1996)

- Pavard, René (1934–2012), französischer Radrennfahrer
- Pavarini, Nicola (* 1974), italienischer Fußballtorhüter
- Pavarit Boonmalert (* 2007), thailändischer Fußballspieler
- Pavarit Saensook (* 1987), thailändischer Fußballspieler
- Pavarotti, Luciano (1935–2007), italienischer Opernsänger (Tenor)Luciano Pavarotti (1935–2007)

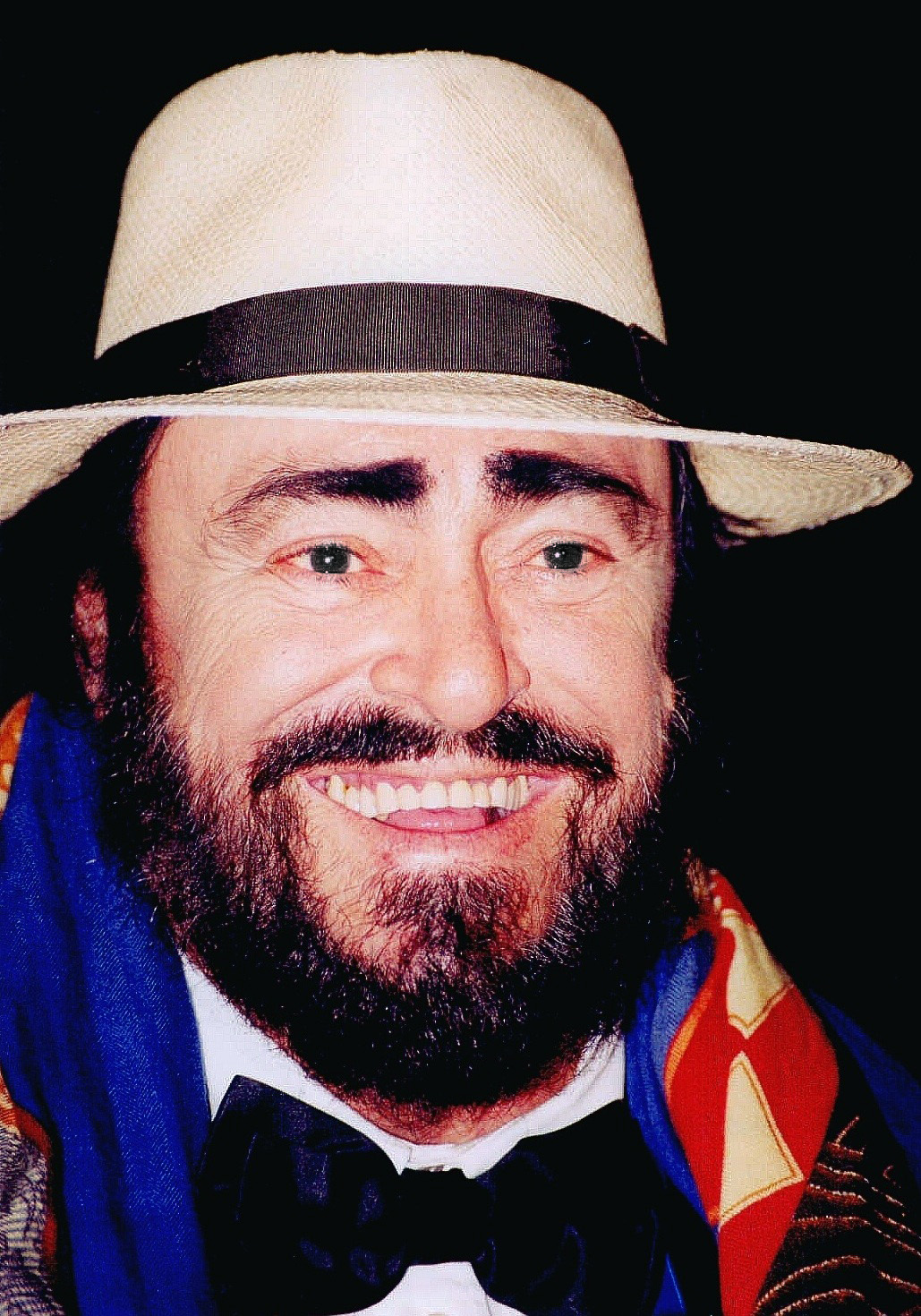
Luciano Pavarotti (1935–2007)

- Pavasovič, Duško (* 1976), slowenisch-kroatischer Schachgroßmeister

### Pavc
- Pavčič, Cveto (* 1933), jugoslawischer Skilangläufer
- Pavčič, Janez (* 1928), jugoslawischer Skilangläufer

### Pave
- Pavec, Teja (* 2007), slowenische Nordische Kombiniererin
- Pavel Ermolinskij (* 1987), isländischer Basketballspieler
- Pavel, Andreas (* 1945), deutsch-brasilianischer Philosoph und Erfinder
- Pavel, Andrei (* 1974), rumänischer Tennisspieler
- Pavel, Bogdan (* 1999), rumänischer Tennisspieler
- Pavel, Claudia (* 1984), rumänische Pop-, Dance- und R&B-Sängerin, Schauspielerin, Tänzerin und Model
- Pavel, Curt von (1851–1933), preußischer General der Infanterie, Kommandeur der Schutztruppe für Kamerun
- Pavel, Dora (* 1946), rumänische Schriftstellerin
- Pavel, Elena (* 1984), rumänische Fußballspielerin
- Pavel, Elisabeth (* 1990), rumänische Basketballnationalspielerin
- Pavel, Hans-Joachim (1919–2006), deutscher Dramaturg und Verleger
- Pavel, Jan (1946–2010), tschechischer Komponist, Dirigent und Musikpädagoge
- Pavel, Josef (1908–1973), tschechoslowakischer Funktionär der Kommunistischen Partei der Tschechoslowakei, Politiker und Innenminister
- Pavel, Klaus (* 1938), deutscher Unternehmer und Pferdesport-Funktionär
- Pavel, Klaus (* 1953), deutscher Politiker (CDU)
- Pavel, Marcel (* 1959), rumänischer Sänger und Musiker
- Pavel, Mihail (1827–1902), rumänischer Priester, Bischof von Großwardein, Bischof von Gherla
- Pavel, Ota (1930–1973), tschechoslowakischer Schriftsteller und Sportpublizist
- Pavel, Pavel (* 1957), tschechischer Ingenieur, experimenteller Archäologe und Politiker
- Pavel, Petr (* 1961), tschechischer OffizierPetr Pavel (* 1961)

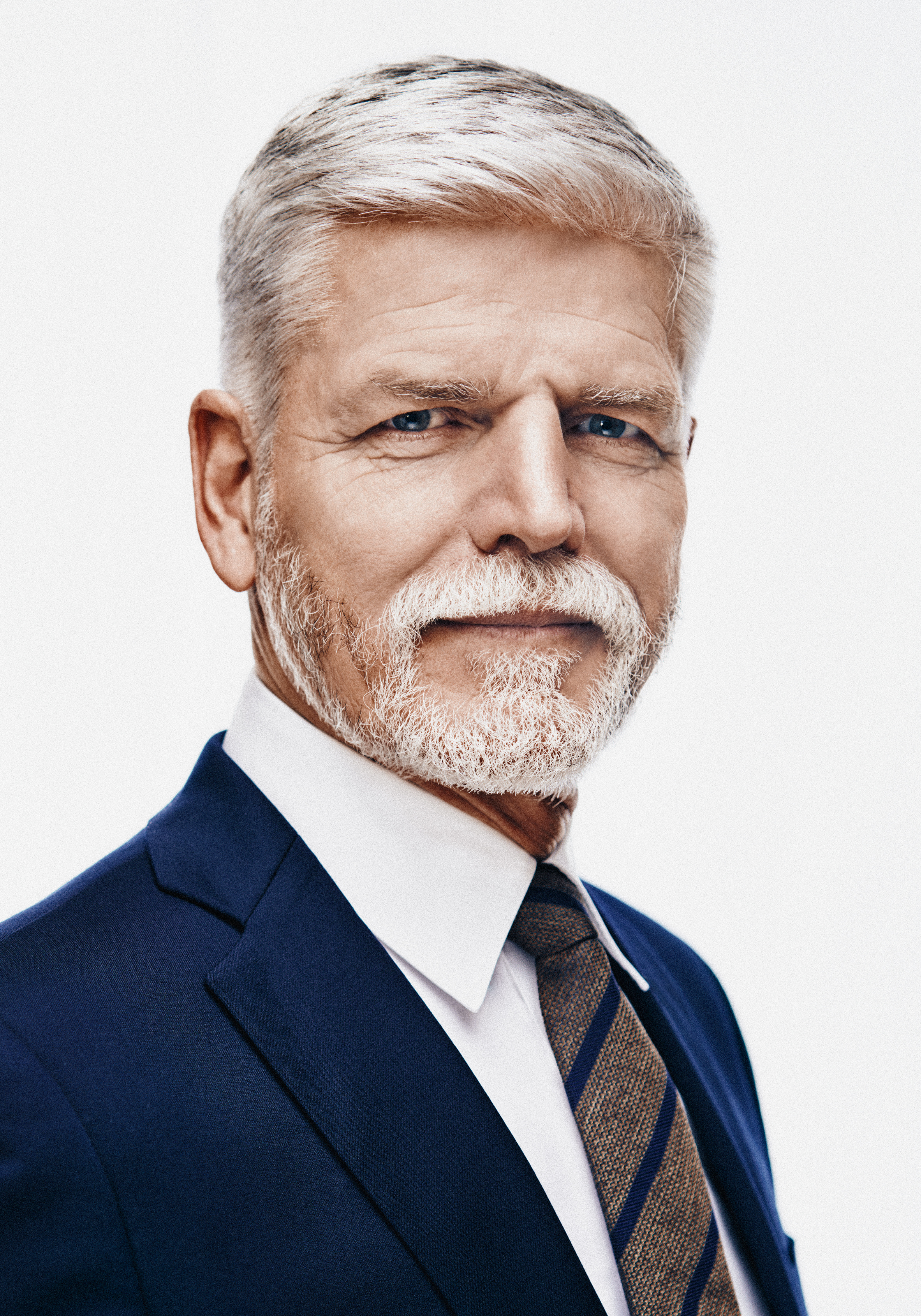
Petr Pavel (* 1961)

- Pavel, Rainer, Filmregisseur des DDR-Fernsehens
- Pavel, Samy (* 1944), ägyptisch-belgischer Schauspieler, Filmregisseur und Filmproduzent
- Pavel, Tanja (1972–2022), deutsche Politikerin (CDU), MdL
- Pavelec, Ondřej (* 1987), tschechischer Eishockeytorwart
- Paveley, Walter (1319–1375), englischer Adliger
- Pavelić, Ante (1869–1938), jugoslawischer Politiker
- Pavelić, Ante (1889–1959), kroatischer Politiker, Faschist und Führer des Unabhängigen Staates Kroatien (1941–1945)Ante Pavelić (1889–1959)

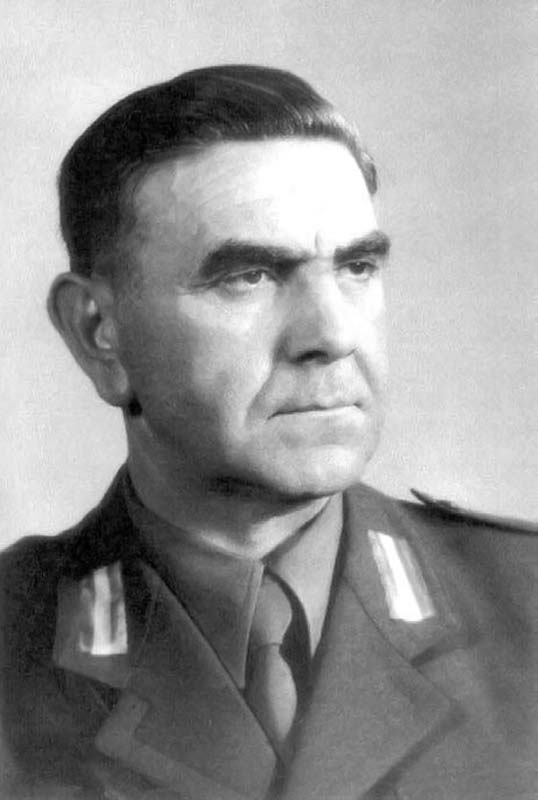
Ante Pavelić (1889–1959)

- Pavelić, Krešimir (* 1952), kroatischer Molekularbiologe
- Pavelic, Mario (* 1993), österreichischer Fußballspieler
- Pavelica, Vojtech (1914–1987), tschechoslowakischer Offizier und Skisportler
- Pavelich, Joan (* 1953), kanadische Diskuswerferin und Kugelstoßerin
- Pavelich, Mark (1958–2021), US-amerikanischer Eishockeyspieler
- Pavelich, Marty (1927–2024), kanadischer Eishockeyspieler
- Pavelka, Carl (1906–1991), Kunstmaler
- Pavelka, David (* 1991), tschechischer Fußballspieler
- Pavelka, Jake (* 1978), US-amerikanischer Pilot
- Pavelková, Anna (* 2005), tschechische Beachvolleyballspielerin
- Pavelková, Kateřina (* 2005), tschechische Volleyball- und Beachvolleyballspielerin
- Pavelková, Zuzana (* 1992), tschechische Badmintonspielerin
- Pavels, Jürgen (1568–1645), Kaufmann und Ratsherr der Hansestadt Lübeck
- Pavelski, Joe (* 1984), US-amerikanischer Eishockeyspieler
- Pavenstedt, Johann Eberhard (1777–1860), deutscher Jurist und Senator in Bremen
- Pavenstedt, Johann Eberhard Ludewig (1827–1889), deutscher Jurist und Politiker
- Pavenstedt, Sibilla (* 1965), deutsche Modeschöpferin, Designerin und Dozentin
- Paverick, Robert (1912–1994), belgischer Fußballspieler und -trainer
- Pavert, Ted van de (* 1992), niederländischer Fußballspieler
- Pavés, José Rico (* 1966), spanischer Geistlicher, römisch-katholischer Bischof von Jerez de la Frontera
- Pavese, Alessia (* 1998), italienische Leichtathletin
- Pavese, Cesare (1908–1950), italienischer SchriftstellerCesare Pavese (1908–1950)

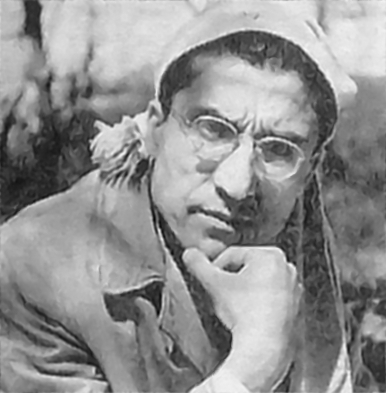
Cesare Pavese (1908–1950)

- Pavese, Jim (* 1962), US-amerikanischer Eishockeyspieler
- Pavese, Luigi (1897–1969), italienischer Schauspieler
- Pavesi, Attilio (1910–2011), italienischer Radrennfahrer
- Pavesi, Carlo (1923–1995), italienischer Fechter
- Pavesi, Donato (1888–1946), italienischer Geher
- Pavesi, Eberardo (1883–1974), italienischer Radrennfahrer
- Pavesi, Pietro (1844–1907), italienischer Naturforscher, Historiker und Politiker
- Pavesi, Stefano (1779–1850), italienischer Komponist
- Pavesi, Ugo (1886–1935), italienischer Ingenieur, Erfinder und Unternehmer
- Pavet de Courteille, Abel Jean Baptiste (1821–1889), französischer Orientalist und Übersetzer
- Pavetic, Brigitte (* 1968), deutsche TV-Moderatorin
- Pavey, Joanne (* 1973), britische Mittel- und Langstreckenläuferin
- Pavey, Kenny (* 1979), englischer Fußballspieler
- Pavey, Şafak (* 1976), türkische Politikerin, UN-Diplomatin und Schriftstellerin
- Pavey, Stanley (1913–1984), britischer Kameramann
- Pavez, Esteban (* 1990), chilenischer Fußballspieler
- Pávez, Terele (1939–2017), spanische Schauspielerin

### Pavi
- Pavia, Angelo (1858–1933), italienischer Jurist und Politiker
- Pavia, Automne (* 1989), französische Judoka
- Pavia, Cristovam (1933–1968), portugiesischer Dichter und Germanist deutscher Abstammung
- Pavia, Davide (* 1961), italienischer Autorennfahrer
- Pavia, Francisco, brasilianischer Straßenradrennfahrer
- Pavía, Manuel (1827–1895), spanischer General
- Pavia, Marco (* 1971), italienischer Paläontologe
- Pavić, Ante (* 1989), kroatischer Tennisspieler
- Pavic, Florian (* 1986), deutscher Kickboxer
- Pavic, Ingrid, deutsch-kroatische Reality-TV-Darstellerin
- Pavić, Ivan (* 1981), deutscher Basketballspieler
- Pavić, Josip (* 1982), kroatischer Wasserballspieler
- Pavic, Markus (* 1995), österreichischer Fußballspieler
- Pavić, Mate (* 1993), kroatischer TennisspielerMate Pavić (* 1993)

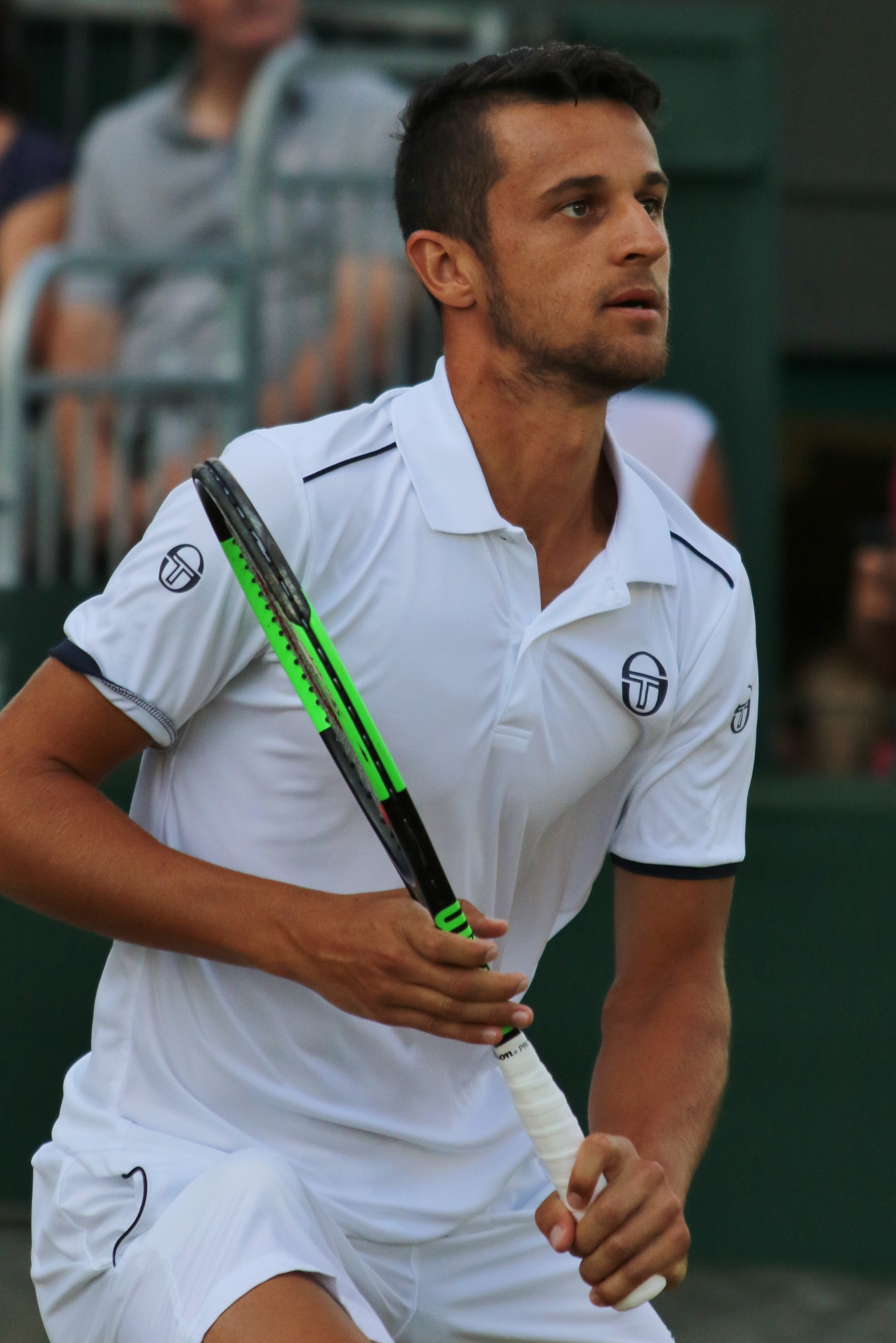
Mate Pavić (* 1993)

- Pavić, Milorad (1921–2005), jugoslawischer Fußballtrainer
- Pavić, Milorad (1929–2009), serbischer Schriftsteller
- Pavic, Vladimir (* 1972), deutscher Schauspieler
- Pavićević, Ivan, montenegrinischer Handballschiedsrichter
- Pavićević, Ivona (* 1996), montenegrinische Handballspielerin
- Pavićević, Luka (* 1968), jugoslawischer Basketballspieler und -trainer
- Pavićević, Mila (* 1988), kroatische Schriftstellerin
- Pavićević, Mišo (1915–1995), jugoslawischer Politiker, Gewerkschaftsfunktionär und Diplomat
- Pavićević, Radisav (1951–2019), jugoslawisch-serbischer Handballspieler
- Pavićević, Savo (* 1980), montenegrinischer Fußballspieler
- Pavićević, Srđan (* 1961), montenegrinischer Mediziner und Politiker, Abgeordneter und stellvertretender Ministerpräsident
- Pavičević, Tatjana (* 1977), deutsche Basketballspielerin
- Pavičić, Jurica (* 1965), kroatischer Schriftsteller und Journalist
- Pavičić, Viktor (* 1898), kroatischer Oberst und Befehlshaber des verstärkten kroatischen Infanterie-Regiment 369 in der Schlacht von StalingradViktor Pavičić (* 1898)

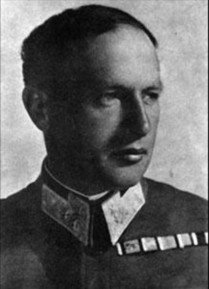
Viktor Pavičić (* 1898)

- Pavie, Auguste (1847–1925), französischer Entdecker und Diplomat
- Pavier, Thomas († 1625), englischer Verleger und Buchhändler
- Pavignano, Anna (* 1955), italienische Drehbuchautorin und Schriftstellerin
- Pavilionienė, Marija Aušrinė (* 1944), litauische Philologin und Politikerin
- Pavilionis, Rolandas (1944–2006), litauischer Politiker, MdEP und Hochschullehrer
- Pavilionis, Žygimantas (* 1971), litauischer Diplomat
- Pavillon, Étienne (1632–1705), französischer Jurist und Schriftsteller
- Pavilonis, Petras (* 1958), litauischer Politiker
- Pavilonis, Vladas (1932–2003), litauischer Strafrechtler
- Pavin, Corey (* 1959), US-amerikanischer Golfer
- Paviržis, Gediminas (1941–2022), litauischer Politiker (Seimas)
- Pavithra, Vengatesh (* 2001), indische Stabhochspringerin
- Pavitt, Ron (1926–1988), britischer Hochspringer

### Pavk
- Pavkovčeková, Marcela (* 1977), slowakische Biathletin
- Pavković, Nebojša (* 1946), serbischer General
- Pavkovič, Václav (1936–2019), tschechoslowakischer Ruderer

### Pavl
- Pavlakakis, Angelos (* 1976), griechischer Sprinter
- Pavlásek, Adam (* 1994), tschechischer Tennisspieler
- Pavlásek, Petr (1947–2023), tschechoslowakischer Gewichtheber
- Pavlát, Leo (* 1950), tschechischer Journalist, Diplomat, Museumsdirektor und Kinder- und Sachbuchautor
- Pavlátová, Michaela (* 1961), tschechische Animatorin
- Pavle (1914–2009), serbischer Patriarch, Metropolit von Belgrad und Karlovci, Erzbischof von PećPavle (1914–2009)

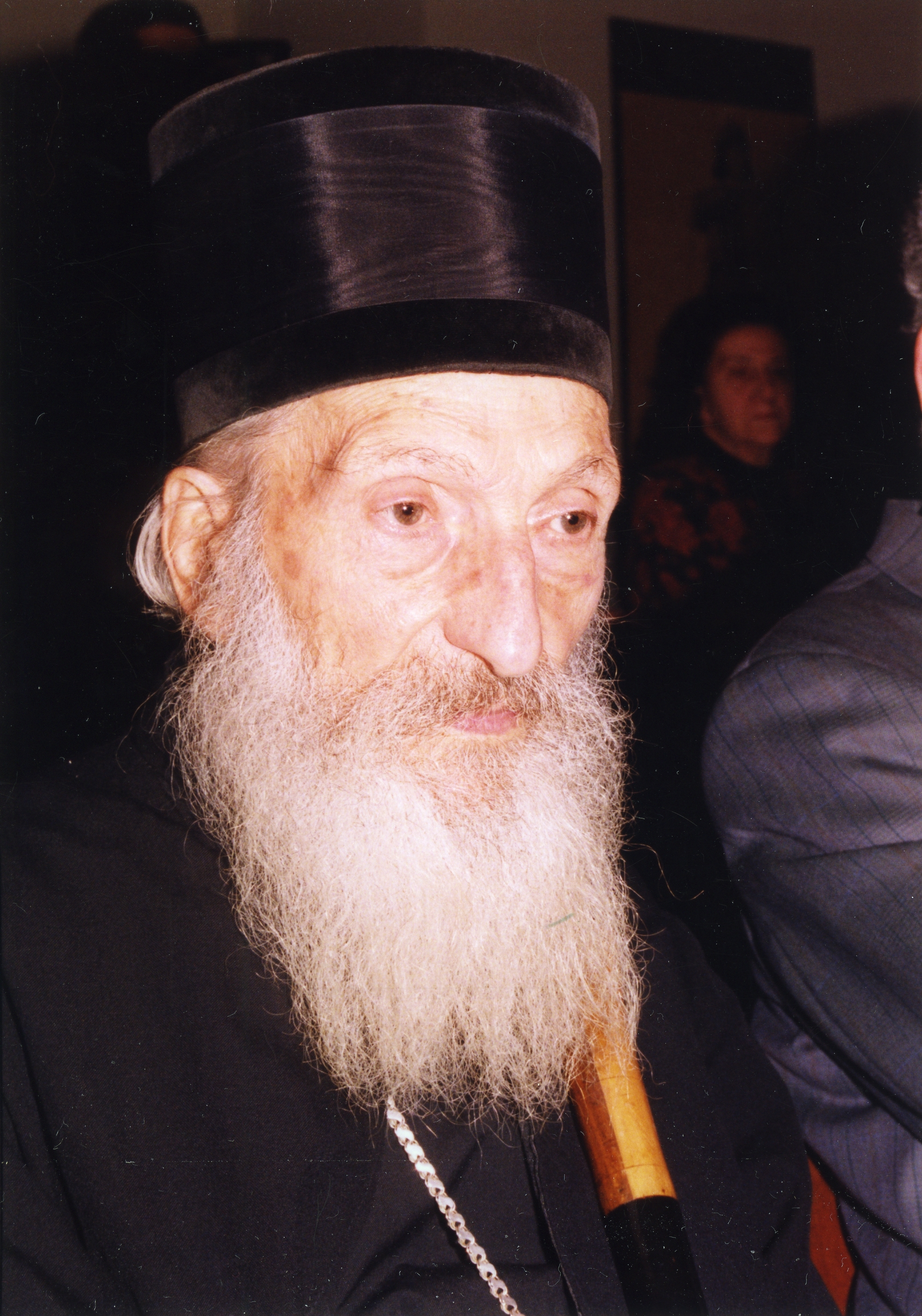
Pavle (1914–2009)

- Pavle, Ivan (* 1955), slowakischer Maler, Zeichner und Bildhauer
- Pavlek, Mihaela (* 1986), kroatische Fußballspielerin
- Pavlek, Vedran (* 1973), kroatischer Skirennläufer
- Pavlenco, Nicolae (* 2001), moldauischer Leichtathlet
- Pavlenka, Jiří (* 1992), tschechischer FußballtorwartJiří Pavlenka (* 1992)

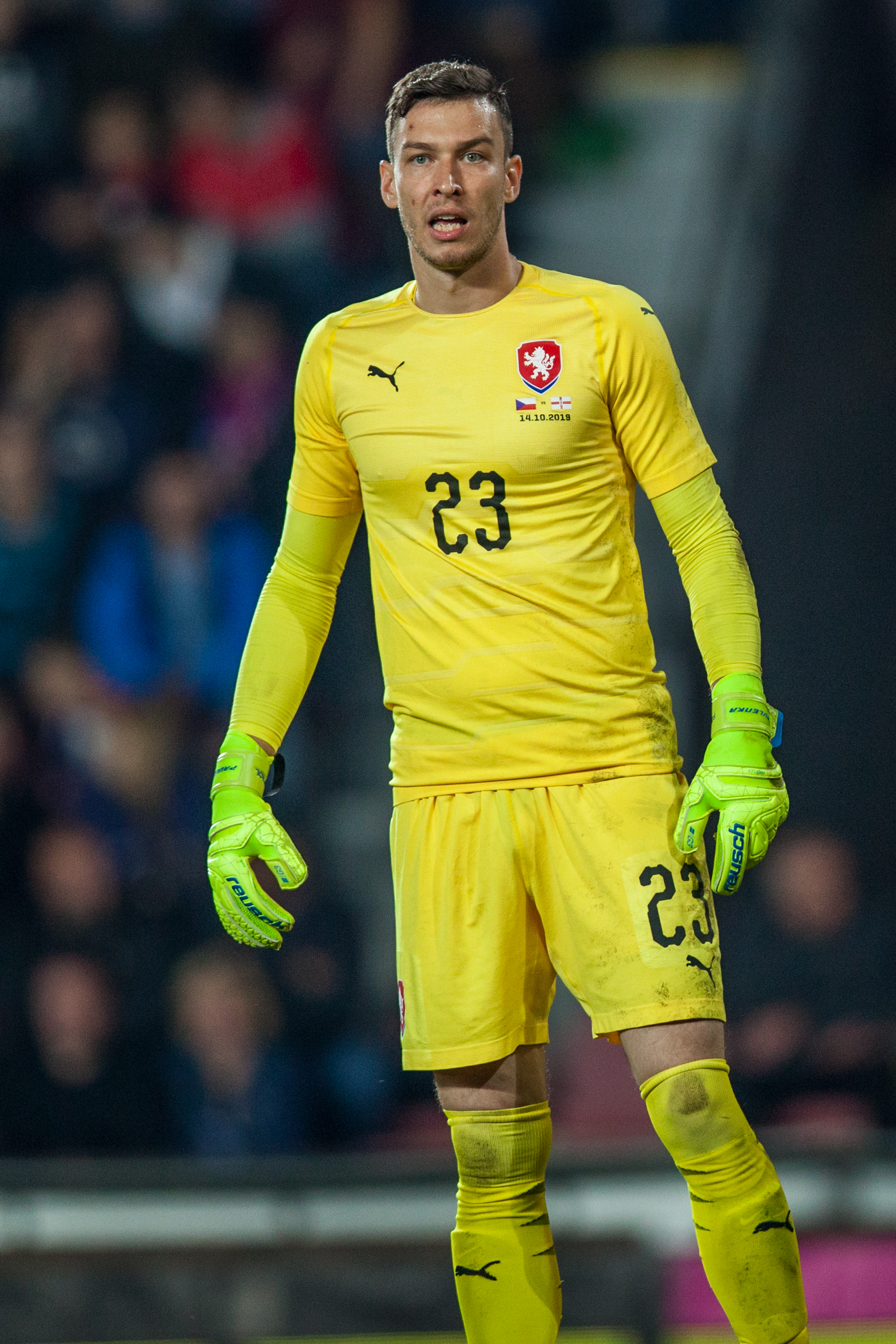
Jiří Pavlenka (* 1992)

- Pavlenko, Alexander (* 1963), deutsch-russischer Illustrator und Trickfilmzeichner
- Pavlešić, Ivan (1814–1893), kroatischer Geistlicher
- Pavletić, Vlatko (1930–2007), kroatischer Politiker
- Pavli, Darian (* 1975), albanischer Jurist und Richter am Europäischen Gerichtshof für Menschenrechte
- Pavlić, Đorđe (1938–2015), jugoslawischer Fußballspieler
- Pavlič, Jure (* 1963), jugoslawischer Radrennfahrer
- Pavlic, Laszlo (* 1944), jugoslawischer Radrennfahrer
- Pavlíček, František (1923–2004), tschechischer Dramaturg und Drehbuchautor
- Pavlicek, Petrus (1902–1982), österreichischer Franziskaner und Gründer des „Rosenkranz-Sühnekreuzzugs um den Frieden in der Welt“
- Pavlicek, Robert (1912–1982), österreichischer Fußballspieler und -trainer
- Pavlicek, Veronika (* 1970), österreichische Radiomoderatorin
- Pavličević, Dragutin (* 1932), kroatischer Historiker
- Pavlićević, Milka (* 1955), serbische Filmregisseurin und Journalistin
- Pavlich, Matthew (* 1981), australischer Footballer
- Pavličić, Dubravko (1967–2012), jugoslawischer bzw. kroatischer Fußballspieler
- Pavličić, Jelica (* 1954), jugoslawische Sprinterin
- Pavličić, Pavao (* 1946), kroatischer Schriftsteller, Verfasser, Essayist, Autor, Szenarist, Übersetzer, Literaturtheoretiker und Universitätsprofessor
- Pavlick, Richard Paul (1887–1975), US-amerikanischer Attentäter, der Ende 1960 versuchte, John F. Kennedy zu ermorden
- Pavlics, Ferenc (* 1928), ungarischer Ingenieur
- Pavlidis, Antonios (* 1993), griechischer Schachspieler
- Pavlidis, Carlos (1942–2004), griechisch-französischer Film- und Theaterschauspieler
- Pavlidis, Dimitrios (* 2003), griechischer Diskuswerfer
- Pavlidis, Elias (* 1978), griechischer Boxer, Olympiateilnehmer 2004 und 2008
- Pavlidis, Kostas (* 1974), griechischer Sänger
- Pavlidis, Pavlos († 1968), griechischer Schießsportler, Olympiateilnehmer
- Pavlidis, Vangelis (1943–2018), griechischer politischer Karikaturist
- Pavlidis, Vangelis (* 1998), griechischer FußballspielerVangelis Pavlidis (* 1998)

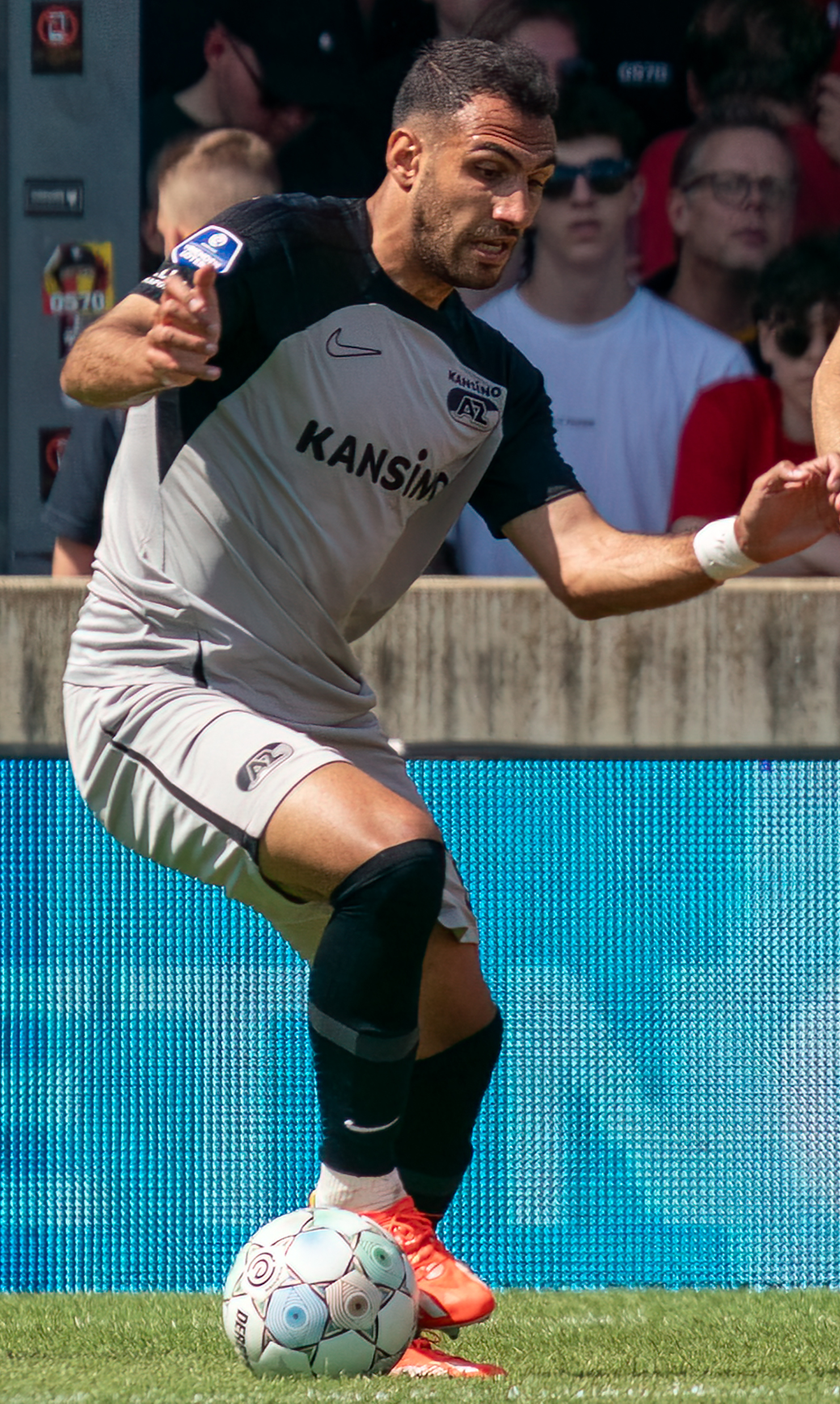
Vangelis Pavlidis (* 1998)

- Pavlidis, Vasilios (* 2002), griechischer Fußballspieler
- Pavliha, Marko (* 1962), slowenischer Jurist, Politiker und Professor
- Pavlik, Dieter (1935–2000), deutscher Politiker (SPD), MdA
- Pavlik, Jana (* 1947), deutsche Politikerin (FDP), MdL
- Pavlik, Kelly (* 1982), US-amerikanischer Boxer
- Pavlik, Laslo (* 1939), jugoslawischer Radrennfahrer
- Pavlik, Whitney (* 1983), US-amerikanische Beachvolleyballspielerin
- Pavlik, Wolfgang (* 1956), österreichischer Maler
- Pavlíková, Dora (* 1981), tschechische Sopranistin
- Pavliková, Petra (* 1981), slowakische Fußballschiedsrichterin
- Pavlikovský, Rastislav (* 1977), slowakischer Eishockeyspieler
- Pavlikovský, Richard (* 1975), slowakischer Eishockeyspieler
- Pavlin, Miran (* 1971), slowenischer Fußballspieler
- Pavlin, Žiga (* 1985), slowenischer Eishockeyspieler
- Pavlina, Steve (* 1971), amerikanischer Unternehmer, Motivationstrainer und Autor
- Pavlinić, Maja (* 1997), kroatische Badmintonspielerin
- Pavliša, Romana (* 1991), kroatische Musikerin
- Pavliukianec, Genrik (* 1976), litauischer Goalballspieler
- Pavliukov, Artur (* 1997), litauischer Eishockeytorwart
- Pavlo, E. Lionel (1906–1989), US-amerikanischer Bauingenieur und Brückenbauer
- Pavloff, Polycarpe (1885–1974), russischer Schauspieler in Russland, Deutschland, Frankreich
- Pavlopoulos, Prokopis (* 1950), griechischer Verfassungsrechtler, Politiker und Präsident GriechenlandsProkopis Pavlopoulos (* 1950)

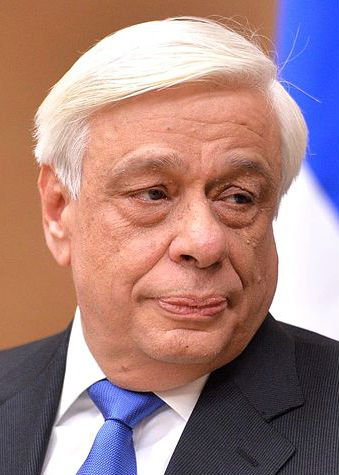
Prokopis Pavlopoulos (* 1950)

- Pavloski, Roland (* 1973), Schweizer Basketballtrainer
- Pavlou, Dimitra (* 2004), griechische Tennisspielerin
- Pavlousek, Grete (* 1923), österreichische Sprinterin
- Pavlov, Adrian (* 1979), bulgarischer Komponist
- Pavlov, Alexey (* 1991), deutscher Poolbillardspieler
- Pavlov, Srđan (* 1984), serbischer Fußballspieler
- Pavlova, Alla (* 1952), russische Komponistin ukrainischer Herkunft
- Pavlova, Valentina (* 1949), deutsche Malerin, Zeichnerin, Bildhauerin und Installationskünstlerin
- Pavlovčič, Bor (* 1998), slowenischer Skispringer
- Pavlovčič, Uroš (* 1972), slowenischer Skirennläufer
- Pavlović, Aleksandar (* 2004), deutsch-serbischer Fußballspieler
- Pavlović, Andrija (* 1993), serbischer Fußballspieler
- Pavlović, Daniel (* 1988), schweizerisch-bosnischer Fußballspieler
- Pavlović, Domagoj (* 1993), kroatischer Handballspieler
- Pavlović, Dušan (* 1977), schweizerisch-serbischer Fußballspieler
- Pavlović, Filip (* 1992), serbischer Straßenradrennfahrer
- Pavlović, Filip (* 1994), kroatisch-bosnischer Reality-TV-Darsteller
- Pavlovic, Irena (* 1988), französische Tennisspielerin
- Pavlović, Ivano (* 2003), bosnisch-kroatischer Handballspieler
- Pavlović, Jovan (1936–2014), serbisch-orthodoxer Geistlicher, Metropolit von Zagreb-Ljubljana und für Italien
- Pavlović, Katarina (* 1995), kroatische Handballspielerin
- Pavlovič, Ladislav (1926–2013), tschechoslowakischer Fußballspieler
- Pavlovič, Lenka (* 1986), tschechische Opern- und Konzertsängerin mit der Stimmlage Sopran
- Pavlović, Ljubomir (* 1980), serbischer Handballspieler
- Pavlović, Mateo (* 1990), kroatischer Fußballspieler
- Pavlović, Milica (* 1991), serbische Pop-Folk-Sängerin
- Pavlović, Milo (* 1930), serbischer Jazz- und Unterhaltungsmusiker
- Pavlović, Miloš (* 1964), serbischer Schachgroßmeister
- Pavlović, Miloš (* 1982), serbischer Automobilrennfahrer
- Pavlović, Miodrag (1928–2014), jugoslawischer bzw. serbischer Schriftsteller
- Pavlović, Miroslav (1942–2004), jugoslawischer Fußballspieler
- Pavlovic, Petar (* 1997), österreichischer Fußballspieler
- Pavlović, Saša (* 1983), serbischer Basketballspieler
- Pavlović, Slaviša (* 1982), serbischer Schriftsteller und Dichter
- Pavlović, Stevan (1926–1998), jugoslawischer Langstreckenläufer
- Pavlović, Strahinja (* 2001), serbischer FußballspielerStrahinja Pavlović (* 2001)

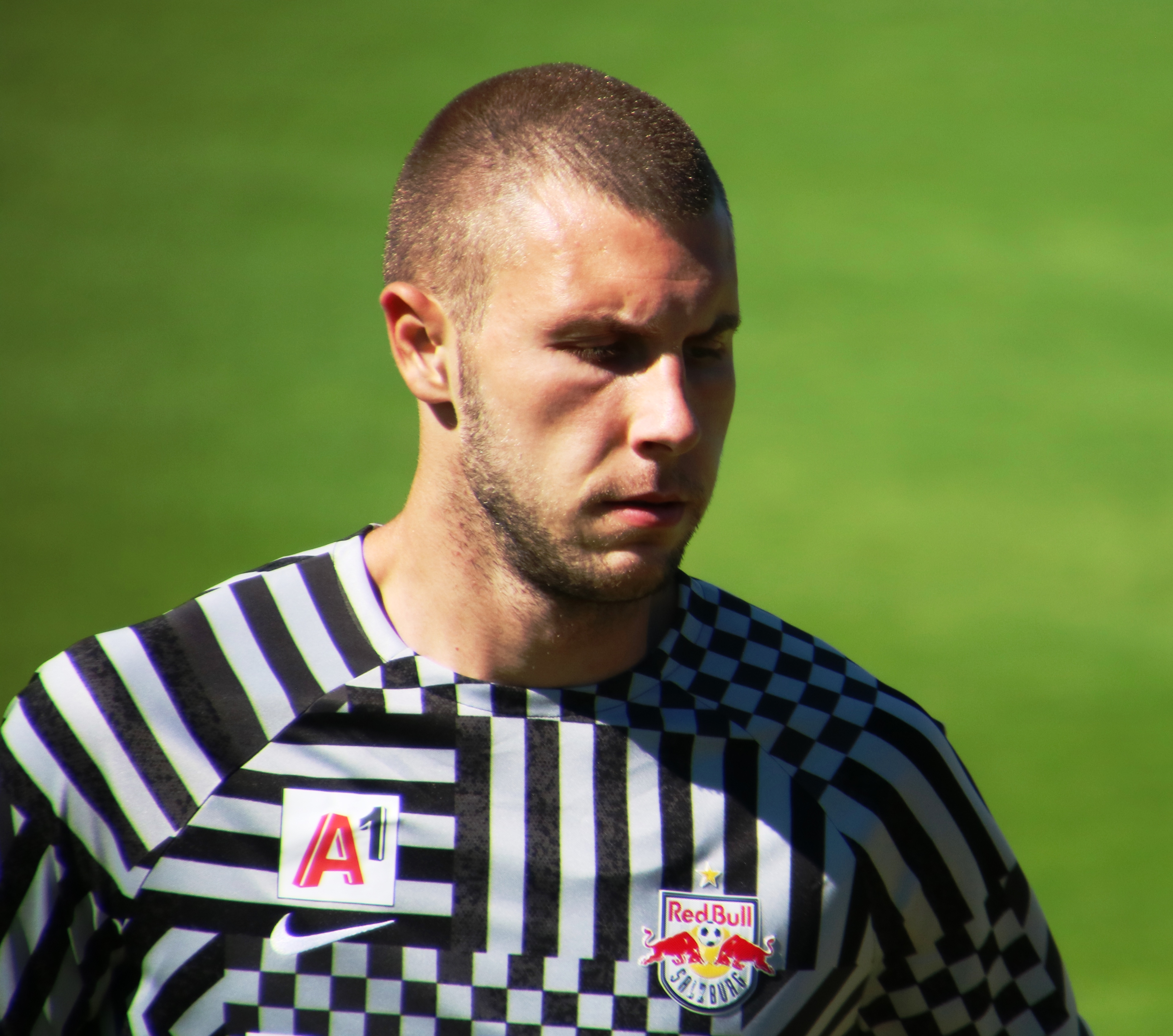
Strahinja Pavlović (* 2001)

- Pavlovic, Susanne (* 1972), deutsche Schriftstellerin und Lektorin
- Pavlović, Uroš (* 1998), serbischer Handballspieler
- Pavlović, Željko (* 1971), kroatischer Fußballspieler
- Pavlović, Zoran (* 1976), slowenischer Fußballspieler
- Pavlović-Barili, Milena (1909–1945), jugoslawische Malerin und Dichterin
- Pavlovich, Nicolás (* 1978), argentinischer Fußballspieler
- Pavlovici, Cornel (1942–2013), rumänischer Fußballspieler
- Pavlovici, Dumitru (1912–1993), rumänischer Fußballtorhüter
- Pavlovs, Andrejs (* 1979), lettischer Fußballtorhüter
- Pavlovs, Aņisims (1910–1944), lettischer Fußballspieler
- Pavlovs, Arkādijs (1903–1960), lettischer Fußballspieler
- Pavlovs, Deniss (* 1983), lettischer Tennisspieler
- Pavlovs, Vitālijs (* 1989), lettischer Eishockeyspieler
- Pavlovska-Daneva, Ana (* 1973), nordmazedonische Juristin
- Pavlovskis, Edvards (* 1950), lettischer Geistlicher, emeritierter römisch-katholischer Bischof von Jelgava
- Pavlovský von Pavlovitz, Stanislaus († 1598), Bischof von Olmütz
- Pavlovsky, Eduardo (1933–2015), argentinischer Dramaturg, Schauspieler, Schriftsteller und Psychiater
- Pavlow, Muriel (1921–2019), britische SchauspielerinMuriel Pavlow (1921–2019)

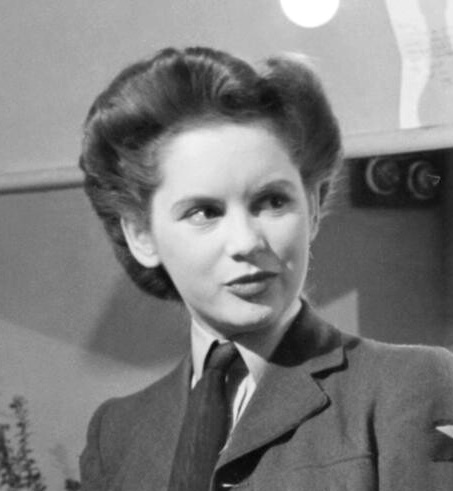
Muriel Pavlow (1921–2019)

- Pavlu, Jan (* 1994), italienischer Eishockeyspieler
- Pavlu, Josef (1877–1948), Altphilologe
- Pavlu, Martin (* 1962), italienischer Eishockeyspieler
- Pavlu, Rudolf (1902–1949), österreichischer nationalsozialistischer Verwaltungsbeamter
- Pavluš, Antonín (* 1947), tschechischer Musiker
- Pavļuts, Daniels (* 1976), lettischer Politiker, Mitglied der Saeima

### Pavo
- Pavó, Agustín (* 1962), kubanischer Leichtathlet
- Pavokovic, Sandra (* 1997), deutsche Radsportlerin in der Disziplin Bicycle Motocross
- Pavoletti, Leonardo (* 1988), italienischer Fußballspieler
- Pavolini, Alessandro (1903–1945), italienischer Politiker
- Pavolka, Matt (* 1978), US-amerikanischer Jazzmusiker
- Pavón Puente, Germán Trajano (1936–2025), ecuadorianischer römisch-katholischer Geistlicher und Bischof von Ambato
- Pavón y Jiménez, José Antonio (1754–1844), spanischer Botaniker
- Pavón, Blanca Estela (1926–1949), mexikanische Schauspielerin
- Pavón, Carlos (* 1973), honduranischer Fußballspieler
- Pavón, Cecilia (* 1973), argentinische Poetin, Schriftstellerin und Übersetzerin
- Pavón, Cristian (* 1996), argentinischer Fußballspieler
- Pavón, Francisco (* 1980), spanischer Fußballspieler
- Pavón, Francisco Antonio (* 1977), honduranischer Fußballspieler
- Pavon, Ignacio (1941–2012), spanisch-französischer Fußballspieler
- Pavón, Luis (1930–2013), kubanischer Politiker, Journalist und Schriftsteller
- Pavón, Lydia (* 1998), spanische Schauspielerin und Tänzerin
- Pavona, Francesco, italienischer Maler des Barock
- Pavone, Claudio (1920–2016), italienischer Historiker und Autor
- Pavone, Cristiano (* 1972), italienischer Fußballspieler
- Pavone, Frank (* 1959), amerikanischer Anti-Abtreibungs-Aktivist und laisierter katholischer Priester
- Pavone, Jessica (* 1976), US-amerikanische Musikerin (Violine, Bratsche, auch E-Bass und Flöte) und Komponistin des Avantgarde Jazz und der Improvisationsmusik
- Pavone, Mariano (* 1982), argentinischer Fußballspieler
- Pavone, Mario (1940–2021), US-amerikanischer Jazzbassist
- Pavone, Rita (* 1945), italienische Pop- und SchlagersängerinRita Pavone (* 1945)

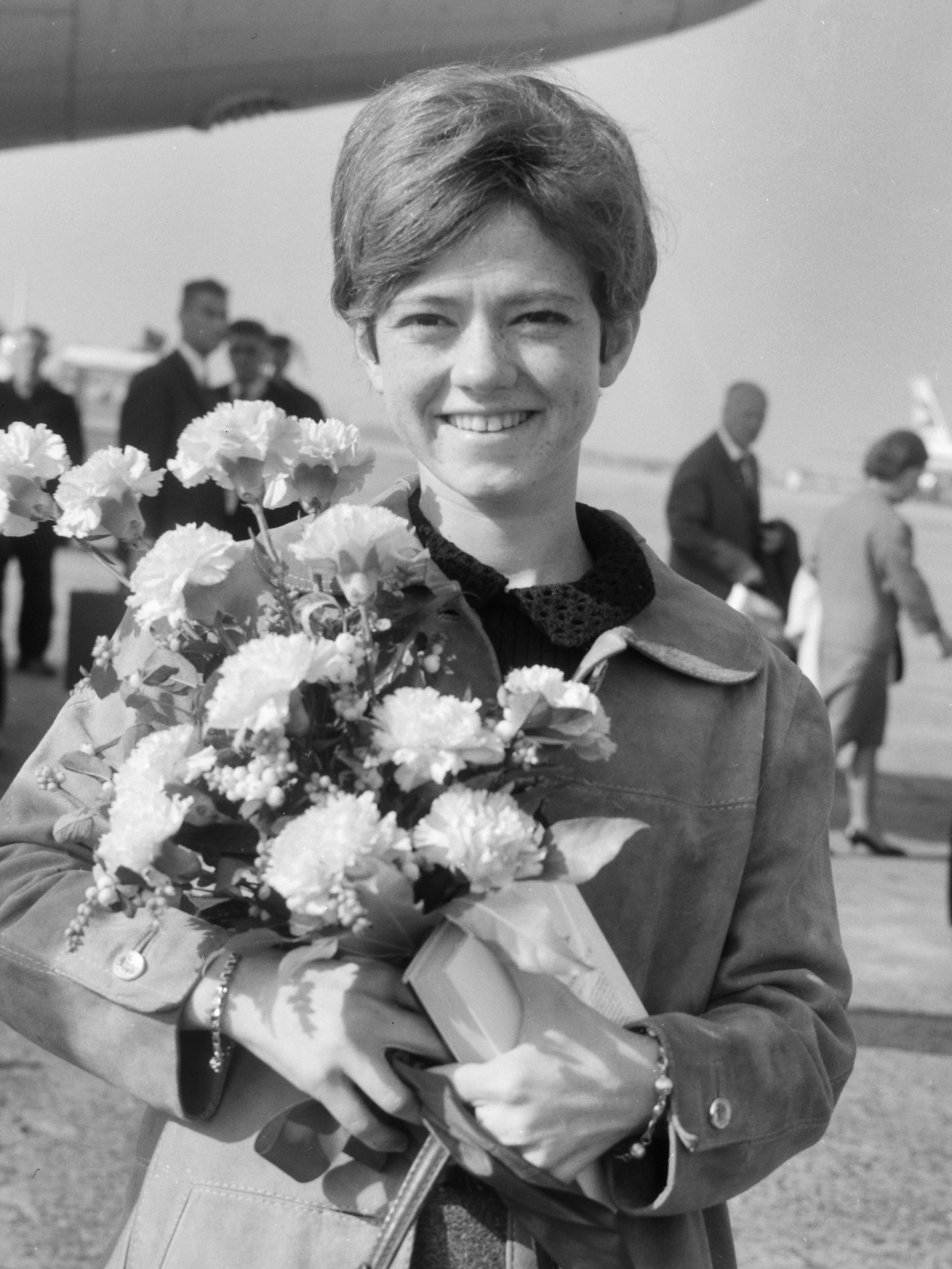
Rita Pavone (* 1945)

- Pavoni, Lodovico (1784–1849), italienischer Priester, Ordensgründer und Heiliger
- Pavoni, Pier Ludovico (* 1926), italienischer Kameramann, Filmproduzent und -regisseur
- Pavoni, Pierfrancesco (* 1963), italienischer Leichtathlet
- Pavoni, Reto (* 1968), Schweizer Eishockeytorhüter und -trainer
- Pavoni, Ricardo (* 1943), uruguayischer Fußballspieler
- Pavoni, Roberto (* 1991), britischer Lagen- und Delfinschwimmer
- Pavonius, Johann († 1544), deutscher Hochschullehrer, Rektor der Universität Heidelberg
- Pavord Smits, Helena Christina van de (1867–1941), niederländische Malerin und Zeichnerin

### Pavr
- Pavri, Homi (* 1922), indischer Radrennfahrer

### Pavu
- Pavúk, Juraj (* 1935), slowakischer Prähistoriker, Hochschullehrer
- Pavuk, Viktória (* 1985), ungarische Eiskunstläuferin
- Pāvulāns, Aleksandrs (* 1972), lettischer Squashspieler

### Pavy
- Pavy, Louis (1805–1866), römisch-katholischer Bischof von Algier